# Révoltes et épisodes révolutionnaires en Corse
 (novembre 2024).
 (novembre 2024).
La Corse depuis le début du VIIIe jusqu'à la fin du XVIIIe siècle, a connu plusieurs révoltes et épisodes révolutionnaires.

## Révoltes contre les Romains
Les premiers envahisseurs, contre qui les Corses se sont révoltés sont les soldats de l'Empire romain. Titus Livius a rapporté les noms des généraux qui ont conduit les armées romaines en Corse :
- Lucius Scipion en 260 av J.-C. ;
- Marcus Claudius et Licinus Varus en 240 av. J.-C. ;
- Marcus Piranus en  181 av. J.-C. ;
- Juventius Thalma et Scipion Nasica  en  162 av. J.-C.

Dans une seule action, près de 7 000 insulaires trouvent la mort au champ des myrtes. Après une expédition, les vainqueurs exigent 100 000 livres de cire.
L'action de Pinarus leur coûta deux mille hommes qui furent tués, et une contribution de cent mille livres de cire. Celle de Cicéreius le double de la contribution, sept mille hommes morts, et dix-sept cents, réduits, se rendent.

## Révoltes contre les seigneurs (1357-1358)
Selon la plus ancienne Chronique de Corse, les seigneurs, profitant de l'état d'anarchie dans lequel se trouve l'ile au début du XIe siècle, commencent à se faire la guerre entre eux et à chercher à augmenter leur puissance. Différents seigneurs tentent d'imposer leur suprématie de l'île, comme Giudice di Cinarca au cours du XIIIe siècle. À la suite de sa mort et de l'éclatement de sa seigneurie, les conflits et tensions au sein de la société insulaire s'accentue au cours du XIVe siècle, aggravé par l'arrivée de la peste noire.
Une révolte éclate dans la région de Biguglia, finissant par se propager dans toute l'ile. Tous les châteaux sont mis à bas, excepté ceux de San Colombano, Nonza, Biguglai et Cinarca.
L'un des chefs de la révolte est Sambucuccio, Caporalo d'Alando. Sambucuccio et d'autres Caporali affrontèrent les différents seigneurs de l'ile pour imposer leur projet « populaire ».
À la suite de leurs victoires initiales, le parti populaire insulaire en appel à la république de Gênes, alors dirigé par Simone Boccanegra, offrant leurs dédition en échange de justice et d'impôts limités.

## Révoltes contre les Génois
La lutte contre les Génois dure du XIIe siècle jusqu'en 1768, s'étalant sur plus de 500 ans. Parmi les révoltes générales ou partielles, les plus célèbres sont celles qui eurent à leur tête Guidice, Rinuccio, Leca, Vincetello, Sampiero, Ceccaldi, Giafferi, Buonaparte, Gaffory et Paoli.
À partir de 1729, cette Révolution Corse est également appelée guerre de Quarante ans.
Des anecdotes font preuve de la détermination des insurgés :
- Dans le cadre de la révolte contre les Génois, entreprise depuis 1729, le général Gaffori en 1746, tente de reprendre la citadelle de Corte. Des pans de murs tombent à chaque boulet lancé par les batteries insulaires, les brèches sont alors presque praticables. Les Génois, dans l'espoir de sauver la citadelle, exposent un jeune enfant du côté où le feu est le plus vif : c'est le fils du Général Gaffori. À sa vue les canonniers s'arrêtent mais leur général leur demande de faire feu.

- Des partisans ayant appris que les Génois tenaient encore Nonza décident de les déloger. Un bateau débarque le fils du vieux chef qui conduit la petite troupe. « Puisque te voilà arrivé, dit-il à son fils, je te cède le commandement de ces braves gens; va chasser les Génois et fais en sorte que tout l'honneur de la journée soit pour toi. » Le jeune homme s'empare de Nonza, mais vers la fin de l'action, un coup de feu l'étend mort aux pieds de ses soldats. Un courrier est expédié sur le champ au vieillard : « Quelle nouvelle apportes-tu ? - Ton fils est mort ! - Et Nonza ? - Prise. - Vive la Patrie ! »

C'est à la suite de ces guerres de ces efforts que les Corses préparèrent leur constitution.